# Chris Jonas

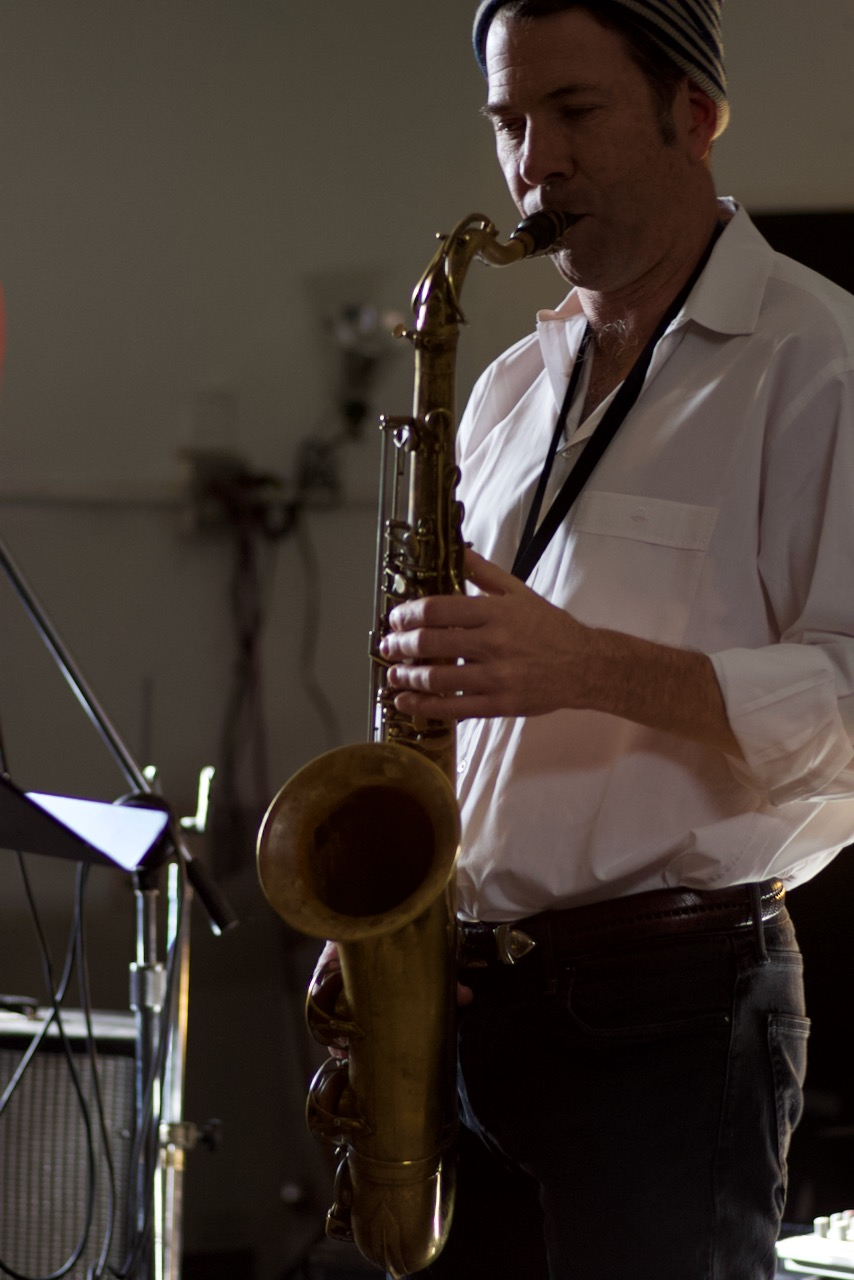
Chris Jonas (2016)

Christopher „Chris“ Jonas (* 1966 in Laguna Beach (Kalifornien)) ist ein US-amerikanischer Sopransaxophonist und Komponist des Modern Creative.
Jonas spielte in der Highschool Saxophon, legte erste Kompositionen vor, malte und beschäftigte sich auch mit kreativem Schreiben. Ab 1984 studierte er Kunstgeschichte und Musik am Oberlin College, wo er 1988 den Bachelor erwarb. Nach seinem Umzug nach San Francisco betätigte er sich zunächst als Bildender Künstler, bevor er zur Musik wechselte. 1991 zog er nach New York City und studierte am Mannes College of Music bei Robert Cuckson. Daneben arbeitete er in William Parkers Little Huey Creative Music Orchestra und mit Cecil Taylor, ab 1997 in Anthony Braxtons Tri-Centric Foundation. Außerdem spielte er seit den 1990er Jahren mit Joe Fonda (Full Circle Suite), und Assif Tsahar. Ab Ende der Dekade leitete er auch eigene Ensembles, für die er eigene Kompositionen schrieb. Jonas leitet das Brooklyn Creative Orchestra und das Cleveland Creative Orchestra.
Im Jahr 1999 erwarb Jonas den Master an der Wesleyan University in Weltmusik/Komposition; er unterrichtete „Musik und Medien“ an der Wesleyan University, am College of Santa Fe und im New Media Arts Program des Institute of American Indian Arts in Santa Fe.
Mit Molly Sturges erhielt Jonas 2008 den United States Artists Award in der Sparte „Musik und Medien“.

## Diskographische Hinweise
- Great Circle Saxophone Quartet: Child King Dictator Fool (New World Records, 1997)
- Ensembles Unsynchronized (Newsonic, 1998), mit James Fei, Cuong Vu, Joe Fiedler, Kevin Norton
- The Sun Spits Cherries (Hopscotch, 2000), mit Joe Fiedler, Chris Washburne, Andrew Barker
- The Vermilion  (Hopscotch, 2000), mit Myra Melford
- Anthony Braxton Saxophone Quartet: Sax QT (Lorraine) 2022 (2024)